# Welterbe in Brasilien

Zum Welterbe in Brasilien gehören (Stand 2025) 25 UNESCO-Welterbestätten, darunter 15 Stätten des Weltkulturerbes, neun Stätten des Weltnaturerbes und eine gemischte Stätte. Brasilien ist der Welterbekonvention 1977 beigetreten, die erste Welterbestätte wurde 1980 in die Welterbeliste aufgenommen. Die bislang letzte Welterbestätte wurde 2025 eingetragen.

## Welterbestätten
Die folgende Tabelle listet die UNESCO-Welterbestätten in Brasilien in chronologischer Reihenfolge nach dem Jahr ihrer Aufnahme in die Welterbeliste (K – Kulturerbe, N – Naturerbe, K/N – gemischt, (G) – auf der Liste des gefährdeten Welterbes).
| Bild                                                                         | Bezeichnung                                                                  | Jahr       | Typ | Ref. | Beschreibung |
| ---------------------------------------------------------------------------- | ---------------------------------------------------------------------------- | ---------- | --- | ---- | --- |
| (weitere Bilder)                                                             | Historische Stadt Ouro Preto (Lage)                                          | 1980       | K   | 124  | Erfüllte Kriterien für Weltkulturerbe: i., iii. |
| (weitere Bilder)                                                             | Historisches Zentrum von Olinda (Lage)                                       | 1982       | K   | 189  | Erfüllte Kriterien für Weltkulturerbe: i., iv. |
| São Miguel das Missões (weitere Bilder)                                      | Jesuitenmissionen der Guaraní: Ruinen von Sao Miguel das Missoes             | 1983       | K   | 275  | Jesuitenmissionen der Guaraní ist ein transnationales Welterbe Brasiliens und Argentiniens. Dabei handelt es sich um von den Jesuiten geschaffene Siedlungen für das Volk der Guaraní. Ziel dieser Siedlungen war vor allem die christliche Missionierung der Guarani. Die Ruinen von São Miguel das Missões in Brasilien wurden bereits 1983 in das Welterbe aufgenommen. Diese Welterbestätte wurde 1984 um die argentinischen Stätten ergänzt. Erfüllte Kriterien für Weltkulturerbe: i., iv. |
| (weitere Bilder)                                                             | Historisches Zentrum von Salvador de Bahia                                   | 1985       | K   | 309  | Erfüllte Kriterien für Weltkulturerbe: iv., vi. |
| (weitere Bilder)                                                             | Heiligtum Bom Jesus do Congonhas (Lage)                                      | 1985       | K   | 334  | Das Heiligtum Bom Jesus de Matosinhos wurde in den Jahren 1758 bis 1772 auf dem Maranhão-Hügel, oberhalb der Stadt Congonhas in Minas Gerais, errichtet. Zum gesamten Baukomplex zählen die Kirche mit großer Freitreppe, ein hügelig ansteigender Vorplatz und sieben Kreuzweg-Kapellen. Die Fassade der Kirche ist im Stil des brasilianischen Barocks, die Ausstattung des Innenraums im Stil des Rokokos. Die Propheten-Skulpturen der Freitreppe schuf Antônio Francisco Lisboa, genannt Aleijadinho, in den Jahren 1800–1805 mit seinen Schülern. Erfüllte Kriterien für Weltkulturerbe: i., iv. |
| Nationalpark Iguaçu                                                          | Nationalpark Iguaçu                                                          | 1986       | N   | 355  | Die argentinische Seite steht seit 1984 bereits als eigenständiges Welterbe auf der Liste. Erfüllte Kriterien für Weltnaturerbe: vii., x. |
| (weitere Bilder)                                                             | Brasília                                                                     | 1987       | K   | 445  | Erfüllte Kriterien für Weltkulturerbe: i., iv. |
| Nationalpark Serra da Capivara                                               | Nationalpark Serra da Capivara                                               | 1991       | K   | 606  | Seit 1998 stehen der Nationalpark Serra da Capivara und die Flächen permanenter Schutzgebiete auch unter Naturkriterien auf der Vorschlagsliste (Ref. 1125). Erfülltes Kriterium für Weltkulturerbe: iii. |
| Historisches Zentrum von São Luís                                            | Historisches Zentrum von São Luís                                            | 1997       | K   | 821  | Erfüllte Kriterien für Weltkulturerbe: iii., iv., v. |
| Historisches Zentrum der Stadt Diamantina                                    | Historisches Zentrum der Stadt Diamantina                                    | 1999       | K   | 890  | Erfüllte Kriterien für Weltkulturerbe: ii., iv. |
| Schutzgebiete der Atlantischen Wälder an der Küste der Entdeckung            | Schutzgebiete der Atlantischen Wälder an der Küste der Entdeckung            | 1999       | N   | 892  | Das Regenwaldschutzgebiet der Mata Atlântica an der Costa do Descobrimento, portugiesisch Reservas de Mata Atlântica da Costa do Descobrimento, umfasst auf 1120 km² acht unterschiedlich große einzelne Schutzgebiete: drei Nationalparks, zwei Biologische Reservate und drei Private Schutzgebiete des Naturerbes, portugiesisch Reserva Particular do Patrimônio Natural – RPPN. Davon befinden sich sechs im Bundesstaat Bahia und zwei in Espírito Santo. Das Regenwaldschutzgebiet zeichnet sich durch eine hohe Biodiversität aus. Erfüllte Kriterien für Weltnaturerbe: ix., x.               |
| Reservat Südöstliche Atlantische Wälder                                      | Reservat Südöstliche Atlantische Wälder                                      | 1999       | N   | 893  | Südöstlicher Teil der Mata Atlântica, umfasst 25 verschiedene Schutzgebiete. Erfüllte Kriterien für Weltnaturerbe: vii., ix., x. |
| Schutzgebiet Zentral-Amazonas                                                | Schutzgebiet Zentral-Amazonas                                                | 2000, 2003 | N   | 998  | 2003 um den Nationalpark Jaú erweitert. Erfüllte Kriterien für Weltnaturerbe: ix., x. |
| Schutzgebiet Pantanal                                                        | Schutzgebiet Pantanal                                                        | 2000       | N   | 999  | Das südamerikanische Pantanal (portugiesisch für Sumpf) ist eines der größten Binnenland-Feuchtgebiete der Erde. In dieser Region leben unzählige Tiere und Pflanzen. Erfüllte Kriterien für Weltnaturerbe: vii., ix., x. |
| Historisches Zentrum der Stadt Goias Velho                                   | Historisches Zentrum der Stadt Goias Velho                                   | 2001       | K   | 993  | Erfüllte Kriterien für Weltkulturerbe: ii., iv. |
| Brasilianische Atlantikinseln: Reservate Fernando de Noronha und Rocas-Atoll | Brasilianische Atlantikinseln: Reservate Fernando de Noronha und Rocas-Atoll | 2001       | N   | 1000 | Umfasst den Meeresnationalpark Fernando de Noronha und das etwa 150 km westlich davon gelegene Biologische Meeresschutzgebiet Rocas-Atoll. Erfüllte Kriterien für Weltnaturerbe: vii., ix., x. |
| Cerrado-Schutzgebiete: Nationalparks Chapada dos Veadeiros und Emas          | Cerrado-Schutzgebiete: Nationalparks Chapada dos Veadeiros und Emas          | 2001       | N   | 1035 | umfasst den Nationalpark Chapada dos Veadeiros und den Nationalpark Emas. Erfüllte Kriterien für Weltnaturerbe: ix., x. |
| Platz São Francisco in der Stadt São Cristóvão                               | Platz São Francisco in der Stadt São Cristóvão                               | 2010       | K   | 1272 | Erfüllte Kriterien für Weltkulturerbe: ii., iv. |
| Rio de Janeiro: Carioca-Landschaften zwischen Bergen und Meer                | Rio de Janeiro: Carioca-Landschaften zwischen Bergen und Meer                | 2012       | K   | 1100 | Erfüllte Kriterien für Weltkulturerbe: v., vi. |
| Ensemble der Moderne in Pampulha                                             | Ensemble der Moderne in Pampulha                                             | 2016       | K   | 1493 | Gebäudeensemble im Baustil der Moderne im Stadtteil Pampulha der brasilianischen Metropole Belo Horizonte. Erfüllte Kriterien für Weltkulturerbe: i., ii., iv. |
| Archäologische Stätte Valongo-Kai                                            | Archäologische Stätte Valongo-Kai                                            | 2017       | K   | 1548 | 1811 wurde im Zentrum von Rio de Janeiro mit dem Bau eines Steinkais begonnen, über den in der Folgezeit etwa 900.000 Afrikaner nach Südamerika gelangten. Erfülltes Kriterium für Weltkulturerbe: vi. |
| Paraty und Ilha Grande – Kultur und Biodiversität                            | Paraty und Ilha Grande – Kultur und Biodiversität (Lage)                     | 2019       | K/N | 1308 | Die Kulturlandschaft umfasst die Altstadt von Paraty, einer der am besten erhaltenen Küstenstädte Brasiliens, und vier Naturschutzgebiete des Atlantischen Regenwalds. Erfüllte Kriterien für Weltkultur- und Naturerbe: v., x. |
| (weitere Bilder)                                                             | Roberto-Burle-Marx-Stätte (Lage)                                             | 2021       | K   | 1620 | Wirkungsstätte des Landschaftsarchitekten Roberto Burle Marx mit seinem Wohnhaus und seiner Bibliothek in Rio de Janeiro Erfüllte Kriterien für Weltkulturerbe: ii., iv. |
| (weitere Bilder)                                                             | Nationalpark Lençóis Maranhenses                                             | 2024       | N   | 1611 | Der Nationalpark liegt an der Übergangszone zwischen den drei brasilianischen Großlandschaften Amazonas, Cerrado und Caatinga und ist geprägt durch große Dünenfelder, zwischen denen sich insbesondere in der Regenzeit eine Vielzahl größerer und kleinerer Lagunen befindet. Die abwechslungsreiche Feuchtlandschaft bietet zahlreichen Tieren und Pflanzen Heimat. Erfüllte Kriterien für Weltnaturerbe: vii., viii. |
| Nationalpark Cavernas do Peruaçu                                             | Nationalpark Cavernas do Peruaçu                                             | 2025       | N   | 1747 | Stätte stand seit 1998 auf der Tentativliste als K/N. Erfüllte Kriterien für Weltnaturerbe: vii., viii. |

## Tentativliste
In der Tentativliste sind die Stätten eingetragen, die für eine Nominierung zur Aufnahme in die Welterbeliste vorgesehen sind.

### Aktuelle Welterbekandidaten
Mit Stand 2025 sind 21 Stätten in der Tentativliste von Brasilien eingetragen, die letzten Eintragungen erfolgten im Februar 2024.
Die folgende Tabelle listet die Stätten in chronologischer Reihenfolge nach dem Jahr ihrer Aufnahme in die Tentativliste.
| Bild                                                                     | Bezeichnung                                                                              | Jahr | Typ | Ref. | Beschreibung |
| ------------------------------------------------------------------------ | ---------------------------------------------------------------------------------------- | ---- | --- | ---- | --- |
| (weitere Bilder)                                                         | Kirche und Kloster von São Bento                                                         | 1996 | K   | 36   | in Rio de Janeiro |
| (weitere Bilder)                                                         | Kulturpalast, ehemaliger Sitz des Bildungs- und Gesundheitsministeriums                  | 1996 | K   | 37   | Das Gustavo-Capanema-Gebäude in Rio de Janeiro war Sitz des brasilianischen Bildungs- und Gesundheitsministeriums |
| (weitere Bilder)                                                         | Nationalpark Pico da Neblina                                                             | 1996 | N   | 39   | Nationalpark um den Pico da Neblina im Bundesstaat Amazonas |
| Nationalpark Serra da Bocaina                                            | Nationalpark Serra da Bocaina                                                            | 1996 | N   | 40   | Nationalpark in den Bundesstaaten São Paulo und Rio de Janeiro |
| (weitere Bilder)                                                         | Biologisches Reservat Atol das Rocas (Lage)                                              | 1996 | N   | 41   | |
| Naturschutzgebiet Estação Ecológica do Taim                              | Naturschutzgebiet Estação Ecológica do Taim                                              | 1996 | N   | 42   | Naturschutzgebiet im Bundesstaat Rio Grande do Sul |
| Naturschutzgebiet Estação Ecológica do Raso da Catarina                  | Naturschutzgebiet Estação Ecológica do Raso da Catarina                                  | 1996 | N   | 43   | Naturschutzgebiet im Bundesstaat Bahia |
| Rio-Peruaçu-Canyon                                                       | Rio-Peruaçu-Canyon                                                                       | 1998 | N   | 969  | Schlucht des Rio Peruaçu im Bundesstaat Minas Gerais mit Felskunst und Stätten prähistorischer Besiedlung. |
| Naturschutzgebiet Estação Ecológica do Anavilhanas                       | Naturschutzgebiet Estação Ecológica do Anavilhanas                                       | 1998 | N   | 1120 | |
| Nationalpark Sierra del Divisor                                          | Nationalpark Sierra del Divisor                                                          | 1998 | N   | 1121 | |
| Nationalpark Serra da Canastra                                           | Nationalpark Serra da Canastra                                                           | 1998 | N   | 1123 | |
| Nationalpark Serra da Capivara und die Flächen permanenter Schutzgebiete | Nationalpark Serra da Capivara und die Flächen permanenter Schutzgebiete                 | 1998 | K/N | 1125 | geplante Erweiterung der bestehenden Kulturerbestätte (Ref. 606) zu einer gemischten Kultur- und Naturerbestätte |
| (weitere Bilder)                                                         | Kulturlandschaft von Paranapiacaba: Stadt und Eisenbahnsystem in der Serra do Mar (Lage) | 2014 | K   | 5878 | Paranapiacaba, heute ein Distrikt der Stadt Santo André im Bundesstaat São Paulo, wurde gegen Mitte des 19. Jahrhunderts von der britischen São Paulo Railway Company als Siedlung für die am Bau der Schienenseilbahn Paranapiacaba in der Serra do Mar beteiligten Ingenieure und Arbeiter errichtet. |
| (weitere Bilder)                                                         | Ver-o-Peso                                                                               | 2014 | K   | 5879 | Gelände eines am Meer liegenden Fisch- und Gemüsemarkts in Belém mit eisernem Fischmarkt-Gebäude, Bootsanlegestellen und den angrenzenden Häuserreihen |
| Teatro Amazonas                                                          | Theater Amazoniens                                                                       | 2015 | K   | 5996 | Theatergebäude in Amazonien, umfasst das Teatro Amazonas in Manaus und das Teatro da Paz in Belém Stätte ist für 2026 nominiert. |
| Festung von Brum                                                         | Ensemble brasilianischer Festungen                                                       | 2015 | K   | 5997 | umfasst das São Antônio de Ratones Fort, Santa Cruz de Anhatomirim Fort, Santo Amaro da Barra Grande Festung, São João Fort, Santa Cruz da Barra Festung, São João Festung, Nossa Senhora de Monte Serrat Fort, Santo Antônio da Barra Fort, Santa Maria Fort, São Diogo Fort, Forte São Marcelo, São Tiago das Cinco Pontas Fort, São João Batista do Brum Fort, Santa Cruz de Itamaracá Fort, Santa Catarina Fort, Reis Magos Fort, São José Fortress, Príncipe da Beira Fort und das Coimbra Fort. |
| (weitere Bilder)                                                         | Cedro-Damm in den Quixadá-Monolithen                                                     | 2015 | K   | 5998 | Der historische Staudamm wurde 1890 bis 1906 bei der Stadt Quixadá inmitten einer Gruppe von Inselbergen errichtet, die unter der Bezeichnung Monolithen von Quixadá bekannt sind. |
| Geoglyphen von Acre                                                      | Geoglyphen von Acre                                                                      | 2015 | K   | 5999 | Die Geoglyphen im Bundesstaat Acre sind niedrige Erdwälle und Gräben, die verschieden geformte geometrische Strukturen darstellen. |
| (weitere Bilder)                                                         | Itacoatiaras des Ingá-Flusses (Lage)                                                     | 2015 | K   | 6000 | ist eine Felsformation mit Petroglyphen inmitten des Flusses Ingá in der Nähe der Stadt Ingá (Paraíba) in Paraíba. |
| Soziobiodiverses kulturelles Becken von Chapada do Araripe               | Soziobiodiverses kulturelles Becken von Chapada do Araripe                               | 2024 | K/N | 6711 | |
| Fundação Oswaldo Cruz: Gesundheit, Wissenschaft und Kultur in Manguinhos | Fundação Oswaldo Cruz: Gesundheit, Wissenschaft und Kultur in Manguinhos                 | 2024 | K   | 6712 | Gebäude liegt im Quartier Manguinhos in Rio de Janeiro. |

### Ehemalige Welterbekandidaten
Diese Stätten standen früher auf der Tentativliste, wurden jedoch wieder zurückgezogen oder von der UNESCO abgelehnt. Stätten, die in anderen Einträgen auf der Tentativliste enthalten oder Bestandteile von Welterbestätten sind, werden hier nicht berücksichtigt.
| Bild                                            | Bezeichnung                                     | Jahr      | Typ | Ref. | Beschreibung |
| ----------------------------------------------- | ----------------------------------------------- | --------- | --- | ---- | --- |
| Franziskanerklöster im Nord-Osten von Brasilien | Franziskanerklöster im Nord-Osten von Brasilien | 1996–2011 | K   | 34   | umfasste João Pessoa (Paraíba, bereits 1982 vorgeschlagen), Olinda (Pernambuco), São Cristóvão (Sergipe), Marechal Deodoro und Penedo (Sergipe), Salvador (Bahia), São Francisco do Conde und Cairu (Bahia) 2008 vertagt, Olinda, São Cristóvão und Salvador (Bahia) gehören bereits zum Welterbe |
| Schutzgebiet Alto-Ribiera-Tal                   | Schutzgebiet Alto-Ribiera-Tal                   | 1999–2005 | K   |      | |